# Беловодье. Тайна затерянной страны
«Белово́дье. Та́йна зате́рянной страны́» — российский телесериал производства компании «ИВД Кино» и кинокомпании «Аристократ», приключенческое фэнтези. Является сиквелом телесериала «Пока цветёт папоротник».
Первоначально премьера телесериала была запланирована на осень 2014 года, однако затем переносилась каждый год из-за неготовности проекта к эфиру.
Онлайн-премьера телесериала состоялась 12 июня 2019 года на онлайн-кинотеатре «Видеоморе» и официальном сайте «СТС», где были выложены две первых серии. Новые серии размещались в Интернете до показа на ТВ по понедельникам.
Премьера телесериала состоялась 19 июня на телеканале «СТС» в 01:15.
В 2025 году выйдет продолжение телесериала в виде полнометражного фильма под названием «Последний хранитель Беловодья».

## Сюжет
Прошло три года после событий телесериала «Пока цветёт папоротник».
Провал земли в заброшенном горном монастыре освободил силу, которая угрожает жизни на Земле. Спасение кроется в магической стране Беловодье, в трёх озёрах Источника Познания, путь к которому откроется только чистой и светлой душе. Это фильм о новых приключениях Кирилла и его друзей. Всё начинается с публикации книги о том, как герои нашли цветок папоротника и запечатали врата в зловещий мир Умбры. Теперь друзья становятся мишенью охотников за богатством и властью.
Однако гораздо более масштабная борьба идёт в Беловодье — стране, управляющей мирозданием, колыбели цивилизаций. Хранители Беловодья призваны охранять мир, знания, приумножать свет и радость. Но они во многом забыли о своём назначении и погрязли в интригах. Так, один из хранителей Вигус весьма лицемерен, стремится к получению единоличной власти в Беловодье, для чего может пойти на союз с кем угодно: с веритами, которые пытаются физически истребить хранителей, с ведьмой Агапой, с Зеркальщиком. Примечательно, что веритов для борьбы за власть создал другой хранитель — Трэвис, но он не смог удержать над ними единоличный контроль. Ещё три хранителя Эдмон, Клавдий и Стефания вопреки совету создали имаго (Зеркальщика), который должен был пройти три озера Источника Познания и поделиться с ними знаниями (а значит, и могуществом). Однако Зеркальщик вышел из-под их контроля и теперь жаждет мести. Расмус и Верона видят, что власть в Беловодье давно прогнила, а потому даже отказываются от могущества и статуса хранителя. Хранительница Наира, напротив, довольно наивна и долгое время не подозревает об интригах других хранителей. В этих условиях Кириллу предстоит попасть в Беловодье и, если он достоин, стать новым хранителем, который сможет навести порядок.

## Персонажи

### Хранители Беловодья
| Актёр                                   | Роль     |
| --------------------------------------- | -------- |
| Юрий Воробьёв                           | Вигус    |
| Семён Сытник (1, 2, 5 серии)            | Эдмон    |
| Михаил Хмуров                           | Клавдий  |
| Оксана Коростышевская                   | Стефания |
| Александр Макаров                       | Расмус   |
| Николай Токарев                         | Трэвис   |
| Юлия Мельникова                         | Наира    |
| Дмитрий Егоров (5 серия)                | Хродмар  |
| Наталья Данилова (5, 7-9, 11, 12 серии) | Верона   |

### В главных ролях
| Актёр                              | Роль                                                                |
| ---------------------------------- | ------------------------------------------------------------------- |
| Александр Петров                   | Кирилл Андреев                                                      |
| Светлана Суханова                  | Саша Андреева сестра Кирилла                                        |
| Алексей Васильев                   | Артур Сташко блогер, автор книги «Пока цветёт папоротник»           |
| Павел Крайнов                      | Максим Стрельцов                                                    |
| Роман Курцын                       | Денис Стрельцов (Дыня) брат Макса                                   |
| Алла Подчуфарова                   | Лика Измайлова ведущая прогноза погоды на ТВ, девушка Дыни          |
| Татьяна Орлова                     | Раиса Тарасова (тётя Рая) тётя Макса и Дыни                         |
| Екатерина Ефимова                  | Светка Стрельцова беременная жена Макса                             |
| Юлия Самойленко                    | Агапа ведьма из мира Умбры                                          |
| Дмитрий Бедарев                    | Игорь Борисович Князев / Зеркальщик в теле Князева (с 6-й серии)    |
| Залим Мирзоев (с 7-й серии)        | Аржан земной маг                                                    |
| Марианна Шульц (6-9, 11, 12 серии) | Мария Некрасова соседка деда и Лёньки, земной маг, помощница Аржана |
| Евгений Данчевский                 | Орэль учредитель газеты «Секретная правда», миллионер               |
| Дарья Макарова (со 2-й серии)      | Дина сообщница Орэля                                                |
| Александр Цой (со 2-й серии)       | Пенг напарник Дины                                                  |

### В ролях
| Актёр                                 | Роль                                                                        |
| ------------------------------------- | --------------------------------------------------------------------------- |
| Максим Важов (1, 5, 7, 9-12 серии)    | Лёнька коллега Дениса по ритуальному бизнесу                                |
| Сергей Майоров (1, 4, 12 серии)       | Александр Иосифович (Йосик) редактор газеты «Секретная правда»              |
| Рустам Махмутов (1 серия)             | Алариус верит                                                               |
| Ольга Волкова (1, 2 серии)            | хозяйка московской квартиры Артура                                          |
| Ольга Тумайкина (1 серия)             | буфетчица московского ТЮЗа им. Станиславского                               |
| Павел Кабанов (1 серия)               | фотограф газеты «Секретная правда»                                          |
| Надежда Подъяпольская (1, 2, 4 серии) | Татьяна Андреевна зам. главного врача психиатрической крымской клиники      |
| Ольга Хохлова (1 серия)               | Татиана Днепровская издатель книги блогера ARTO                             |
| Виктор Куклин (1-2 серии)             | Арсений Олегович завхоз психиатрической крымской клиники, убит Зеркальщиком |
| Владимир Крючков (2-4 серии)          | Сергей Петрович главный врач психиатрической крымской клиники               |
| Григорий Баранов (2 серия)            | следователь в Крыму                                                         |
| Юрий Корнишин (2 серия)               | Иваныч водитель                                                             |
| Амаду Мамадаков (2, 4, 12 серии)      | Акмаль таёжник, коллега Макса                                               |
| Александр Пальчиков (2, 4, 12 серии)  | Белов таёжник, коллега Макса                                                |
| Василий Романов (2, 4, 5, 12 серии)   | Василий таёжник, коллега Макса                                              |
| Валерий Скорокосов (2-4 серии)        | дед смотритель маяка                                                        |
| Екатерина Васильева (2-4 серии)       | Ироида Ивановна                                                             |
| Екатерина Королева (2-4 серии)        | Антонина                                                                    |
| Карина Разумовская (с 3-й серии)      | Иоанта начальник архива Беловодья                                           |
| Николай Карпенко (3 серия)            | Гурам                                                                       |
| Любовь Виролайнен (3 серия)           | Магда помощница Стефании                                                    |
| Тарас Епифанцев (3-6 серии)           | посланник совета, помощник Наиры                                            |
| Станислав Лесной (4 серия)            | Якоб слепой, дед Вити                                                       |
| Олег Кныш (4, 6 серия)                | человек в плаще, помощник Вигуса                                            |
| Илья Кремнёв (4-7 серии)              | Паскаль личный врач Орэля                                                   |
| Данила Якушев (с 4-й серии)           | Брэм воин Беловодья                                                         |
| Максим Линников (4 серсия)            | капитан Егоров                                                              |
| Владислав Егоров (5, 6, 12 серии)     | юный Зеркальщик имаго, созданный Эдмоном, Стефанией и Клавдием              |
| Елена Кутырёва (5, 10 серии)          | Светка Похиленко сестра Лёньки                                              |
| Ян Ильвес (5-9, 11, 12 серии)         | Ким верит                                                                   |
| Артур Ли (6, 7 серии)                 | Чойпэл                                                                      |
| Григорий Меликбекян (6-9 серии)       | дед Лёньки и Светки Похиленко                                               |
| Андрей Харенко (7-9 серии)            | Тихомир помощник Иоанты                                                     |
| Илья Сенкевич (7 серия)               | Малуш помощник Иоанты                                                       |
| Владимир Крылов (с 8-й серии)         | Густав предводитель веритов                                                 |
| Юлия Кокрятская (с 8-й серии)         | Ия возлюбленная Густава                                                     |
| Борис Зверев (8, 12 серии)            | Славик водитель фуры                                                        |
| Игорь Чернявый (7 серия)              | защитник Беловодья                                                          |
| Дмитрий Чеботарёв                     | Элвис верит                                                                 |

### Приглашённые знаменитости
| Актёр                             | Роль  |
| --------------------------------- | ----- |
| Ая (группа «Город 312») (1 серия) | камео |
| Анна Шатилова (1 серия)           | камео |
| Светлана Светличная (1 серия)     | камео |
| Любовь Камырина (1 серия)         | камео |
| Мариам Мерабова (1 серия)         | камео |

## Список серий
| № серии | Описание серии | Премьера     |
| ------- | --- | ------------ |
| 1       | Путешествуя по миру людей, один из хранителей Беловодья, Эдмон, попадает в засаду. При помощи смертельного для магов средства — Дантовой воды, его убивают. Заказчиком убийства оказывается Вигус, тайно заключивший сделку с веритами, целью которых является уничтожение хранителей Беловодья. Смерть Эдмона разрушает древнее заклинание, и неведомое зло вырывается на свободу. Тем временем Артур выпускает книгу. | 19 июня 2019 |
| 2       | Артур выпускает книгу, в которой рассказывает всё о поисках цветка папоротника. Эта информация привлекает Орэля, собирателя магических знаний. Орэль, готовый на всё ради волшебного цветка, похищает Артура и Сашу, а помощники Орэля захватывают Кирилла. В аэропорту Кирилл встречает Макса, и вместе им удаётся сбежать. Друзья решают вылететь из другого аэропорта, но не успевают. Тем временем в Беловодье объявлен траур. Один из хранителей, Эдмон, убит веритами, движением сопротивления, цель которых — избавиться от всех хранителей. Однако никто в совете не подозревает, что за убийством Эдмона стоит Вигус. Со смертью Эдмона разрушается охранное заклинание, и великая тайна, которую Эдмон, Стефания и Клавдий скрывали шесть столетий, вырывается на свободу. Совет, обеспокоенный смертью Эдмона и возрастающей силой веритов, решает переломить ход событий. | 20 июня 2019 |
| 3       | На территории психиатрической клиники обнаруживают древний склеп, в котором хранится таинственная коробка. Один из пациентов сбегает вместе с ней, и зло вырывается на свободу, начиная сеять смерть. Тайно от совета Стефания и Клавдий пытаются отыскать коробку и не допустить освобождения мага. Вигус, гадая на магических рунах, выясняет, что грядёт страшное зло. Тем временем Орэль, миллионер и собиратель магических знаний, начинает охоту на Кирилла, в надежде, что тот поможет ему сорвать волшебный цветок папоротника. В заложниках у него остаются Саша и Артур. Помощники Орэля захватывают Макса, чтобы через него выйти на Кирилла. Сам того не ведая, Кирилл оказывается в гуще событий. За ним охотятся Орэль, хранители Беловодья и Вигус, который начинает собственную игру. | 24 июня 2019 |
| 4       | Орэль понимает, что в этом году папоротник не зацветёт. Саше и Артуру удаётся предупредить Раису и Лику о том, что их взяли в заложники, и повезут на Алтай искать Аржана. Тем временем Макс разоружает Дину и оставляет её на попечение своих друзей-таёжников. Однако Дине удаётся освободиться. Князев, которым управляет неведомый маг, проникает в архив Беловодья и крадёт меч Демитрия, чтобы с его помощью освободить Зеркальщика. О тайне, которую Стефания, Клавдий и Эдмон скрывали долгие годы, узнаёт Вигус. Вокруг Кирилла разгорается настоящая борьба. Антонина, понимая, что Кириллу угрожает опасность, решается спрятать его. Кирилл похищает ключ от переходов и сбегает с маяка. Не сумев найти плиту перехода и не зная символов, Кирилл остаётся запертым в зимнем лесу. | 25 июня 2019 |
| 5       | О тайном создании имаго, которое Клавдий и Стефания скрывали 600 лет, узнаёт Вигус. Зеркальщик начинает готовить своё освобождение. Хранители, понимая, что на них со всех сторон надвигается угроза, решают переломить ход событий. Спасаясь от преследования, Кирилл оказывается в зимнем лесу, где чуть не погибает от холода. Тем временем Макс торопится в аэропорт, чтобы улететь к беременной жене. Орэль, похитив Сашу и Артура, прилетает на Алтай, чтобы с их помощью найти мага Аржана. Друзья успевают предупредить об этом Раису и Лику. Саша и Артур обнаруживают странную записку. Кирилл, наконец, узнаёт, что от него хотят маги Беловодья. | 26 июня 2019 |
| 6       | Наира сообщает Кириллу, что его хотят сделать хранителем, и на них нападают вериты. Через портал Кирилл попадает в заброшенный бункер, где встречает Чойпэла. Посланник совета приказывает подготовить Кирилла к обряду очищения. Опасаясь, что за ними будут охотиться, Чойпэл уводит Кирилла в тайное место. Князев готовится освободить Зеркальщика. Хранители решают судить Клавдия и Стефанию, нарушивших закон и тайно создавших имаго. Хранители принимают решение запечатать врата канцелярии, и готовиться к битве. Тем временем Макса отпускают, и он улетает в Барнаул. Саша и Артур, сбежав от Орэля, приходят в Карагаиху, чтобы предупредить Аржана, но понимают, что Орэль их опередил. Орэль захватывает Раису и Лику, надеясь, что с их помощью найдёт дорогу в деревню следопытов. Вигус, планы которого разрушили решение совета, понимает, что упустил Кирилла, и решает призвать нового помощника. | 27 июня 2019 |
| 7       | Зеркальщик, которого Стефания, Эдмон и Клавдий 600 лет скрывали в серебряной коробке, освобождается и вселяется в тело Князева. Хранители понимают: Зеркальщик вернётся, чтобы отомстить. Вигус, стремясь как можно быстрее найти Кирилла, вызывает Агапу. Тем временем Макс перевозит беременную жену в другой роддом, чтобы её не выследила Дина. Орэль находит Аржана, и заставляет его связаться с хранителями Беловодья. Саша и Артур оказавшись в Карагаихе, видят как из портала появляется раненая Верона. Отправившись за её сумкой, они остаются заперты в зимнем лесу. Кирилл после перестрелки попадает к Чойпэлу, и они уходят в безопасное место. Трэвис узнаёт, что Кирилл у Чойпэла. Хранители собираются запечатать врата, ведущие на Землю. Клавдий вынужден разрушить последние врата. | 1 июля 2019  |
| 8       | По приказу Трэвиса Чойпэл проводит обряд очищения Кирилла. Кирилл оказывается в лагере веритов. Их предводитель понимает, что Кирилл очень важен Вигусу, и предлагает обменять его на свиток Аргона. Тем временем Зеркальщик пытается попасть в Беловодье, чтобы пройти два оставшихся озера и получить могущество изначальных. Во время боя Клавдий разрушает последние врата из Беловодья на Землю. Расмус, движимый ненавистью, обещает помочь Зеркальщику. Орэль сообщает Дине, что она должна найти врача. Стефания разрешает Орэлю пойти в Беловодье. Наира узнаёт о ранении Вероны. Придя в себя Верона сообщает о том, что в сумке, которую она потеряла, находится макошка, мощный обережный артефакт. Тем временем кукла случайно попадает к Саше, которая вместе с Артуром остались в доме Вероны. Агапа по приказу Вигуса находит Кирилла. Кириллу удаётся бежать. | 2 июля 2019  |
| 9       | Расмус предлагает Зеркальщику провести его к Источнику познания. Собираясь отомстить хранителям, Расмус входит в Источник. Наира предлагает Вероне вновь стать хранителем. Аржан по приказу Стефании ведёт Орэля в Беловодье. Макс и Дина присоединяются к ним. Макс успевает отправить сообщение. Раиса вместе с Ликой и Лёнькой решают заехать в Бийск. Саша и Артур, пережидая метель в доме Вероны, попадают в перестрелку между войнами Беловодья и веритами. Тем временем Вигус отправляет Агапу на помощь Кириллу. Чтобы дать возможность Кириллу бежать, Агапа принимает облик Кирилла. Вериты, не подозревая об этом, приводят Агапу в лагерь. В это время настоящий Кирилл добегает до развалин, где его ожидает портал. Следом за Кириллом проходит и Зеркальщик. | 3 июля 2019  |
| 10      | Тайно от хранителей Вигус ведёт Кирилла к Ситру. Пытаясь спастись от воинов совета, Саша и Артур попадают в руки веритов, и оказываются в их лагере. Саша разрабатывает план побега. Тем временем Орэль стремится в Беловодье. Чтобы найти проход к Ситру, Аржан приводит всех к источнику с живой и мёртвой водой. Лика, Раиса и Лёнька пытаются найти Светку и защитить её. Вигус договаривается с Зеркальщиком. Вериты захватывают Трэвиса. Верона соглашается вновь вернуться и принимает кольцо хранителя. Вигус встречается с Кириллом, и сообщает, что всё это время его тайно испытывали. | 4 июля 2019  |
| 11      | Тайно от хранителей Вигус ведёт Кирилла в Беловодье. В руки веритов попадает макошка, обережная кукла, через которую они воздействуют на Кирилла. Трэвис договаривается с Густавом, чтобы тот его отпустил. Верона собирает совет. Хранители готовятся к битве с Зеркальщиком, который 600 лет вынашивал план мести. Вигус заключает сделку с Зеркальщиком. Зеркальщик обещает поделиться с Вигусом могуществом, если тот поможет ему отомстить Стефании. Войска хранителей нападают на лагерь веритов. Теперь чтобы выжить, Кириллу необходимо попасть в Беловодье. | 8 июля 2019  |
| 12      | Вигус отдаёт Агапе последний свиток Аргона, с помощью которого она сможет вырастить врата в свой мир Умбры. Верона рассказывает Кириллу о том, что он является имаго, посредником, чистой душой, которая должна была получить знания в Источнике познания и передать их хранителям. Рождение Кирилла готовилось сотню лет, хранители учли всё: движение планет, дыхание Источника познания, течение времени, выбрали страну, окружение, семью. Войска хранителей захватывают лагерь веритов. Саше удаётся вовремя вытащить булавку из макошки на Кирилла. Кирилл проходит Медное царство, первое из трёх царств Источника познания, и становится хранителем. Вигус, выпивая знания из Кирилла, погибает, поскольку оказывается не достоин их. Тем временем Зеркальщик убивает Стефанию и стремится пройти Серебряное царство Источника познания. Бывший хранитель Клавдий оказывается в крымской психиатрической клинике. Объединившись Кирилл, Верона, Наира и Трэвис замораживают Зеркальщика в Серебряном царстве. Тем временем Светка рожает Максу мальчика. Дыня делает Лике предложение руки и сердца. Водитель Вячеслав приглашает Раису на свидание в кино на фильм «Последний хранитель Беловодья». Дина приезжает к своей маме, и советует Пенгу отправиться к родителям. Редактор газеты «Секретная правда» Александр Иосифович предлагает Артуру написать новую книгу. Кирилл дарит Саше волшебный камень, который стоит кинуть в воду, и тогда её брат поймёт, что понадобился ей. Агапа разворачивает свиток Аргона. | 9 июля 2019  |

## История создания
Съёмки сериала проходили с 25 июня 2013 года по 17 мая 2014 года.
География съёмок: Горный Алтай, Барнаул, Владивосток, Санкт-Петербург, Москва, Крым, Таиланд, Непал. События фильма разворачиваются на фоне природных ландшафтов и городских пейзажей.
Натурные съёмки вёл Владимир Курилов, также принимавший участие в создании сериала «Пока цветёт папоротник».
В Крыму съёмки проходили по всему полуострову: в Генуэзской крепости в Судаке, в Балаклаве, Севастополе, в Воронцовском дворце и на потухшем вулкане Кара-Даг.
На территориях вулканического массива Кара-Даг, Инкерманского карьера и пещерных городов близ Бахчисарая были созданы масштабные декорации храмовых комплексов и озёр.
С 14 по 18 июля 2013 года съёмки сериала проходили во Владивостоке: на мысе и маяке Басаргина, Золотом мосту, Спортивной набережной, в Международном аэропорту Владивостока, а также на острове Русский, Площади Борцов революции и улицах города.
В книжном магазине «Москва» на Воздвиженке проходили съёмки презентации книги одного из главных героев фильма — Артура. В массовых сценах принимали участие журналисты компании «ИВД ДОК», а также диктор Центрального телевидения СССР Анна Шатилова, заслуженная артистка РСФСР Светлана Светличная, дизайнер Елена Теплицкая, джазовая певица Мариам Мерабова с супругом Арменом, участники группы «Город 312» Ая, Дим и Маша. Эпизодические роли исполнили артисты театра и кино Ольга Хохлова и Павел Кабанов.
Для каждого из персонажей фильма разрабатывались костюмы в мастерских России, Чехии и Болгарии. В качестве украшений и реквизита использовались изделия, созданные ювелирами и художниками России и Южной Африки.
В проекте 105 сказочных персонажей, 200 украшений и 150 костюмов.
Изначально у исполнителя роли Брэма, актёра Данилы Якушева была небольшая роль на два съёмочных дня, но увидев его работу в первый день съёмок, создатели прописали больше сцен с его персонажем.
В телесериале актёры должны были летать на большие расстояния, изображая действие магических сил. Эффект достигался применением пневматического оборудования (так называемые «речеты»), позволяющего резко сдёрнуть человека с места и протащить его по воздуху. Практически все задействованные актёры и актрисы выполнили эти «отлёты» сами.
В январе 2015 года исполнительный продюсер сериала Светлана Гордеева нашла инвестора для производства компьютерной графики — ООО «Аристократъ», и компания согласилась выделить 50 млн рублей. Несмотря на это, в течение года съёмочной группе не выплачивалась зарплата. Так, долг по зарплате самой Гордеевой составил 850 000 рублей, а она сама неожиданно для себя стала не поручителем по кредиту (который якобы был необходим для получения гонораров сотрудников), а выгодоприобретателем. По словам Гордеевой, это могло произойти вследствие того, что генеральные продюсеры Сергей Майоров и Ольга Каймакова подделали суммы в декларации Гордеевой, а последней одобрили в ООО «Синко-Банк» кредит на сумму 140 000$.
Впоследствии, с 14 марта 2016 по 19 марта 2018 года между ООО «ИВД Кино» и ООО «Аристократъ» проходили судебные разбирательства по причине подозрения в аффилированности «ИВД Кино», «Синко-Банка» и оффшорной компании. Верховный суд Российской Федерации постановил «ИВД Кино» выплатить «Аристократъ» более 50 млн рублей за невыполнение условий договора. В настоящий момент исход расследования остаётся неясным, а подробности причин долгого производства «Беловодья» и последующих судебных процессов были озвучены Светланой Гордеевой на её страничке в Facebook в конце декабря 2019 года, когда по решению суда в пользу «Синко-Банка» приставы начали процесс отъёма её квартиры и последующего выселения её постояльцев: самой Гордеевой, её дочери и матери.

## Мнения о сериале
Сериал получил неоднозначные оценки телекритиков и журналистов.
- Екатерина Визгалова, Кино-театр.ру:

Фильм, конечно, залипуха, но она достигается не захватывающей историей и проработкой персонажей, а красивыми пейзажами, неплохими для телесериала спецэффектами, костюмами, и, в первую очередь, множеством мистических деталей и артефактов: скайп в ведре с водой или тазике, похожая на штопор штука, открывающая портал между мирами, каменные книги, ларцы, колдовская дантева вода, волшебное кольцо, отравленный ключ, непонятные посохи, свитки

## Продолжение сериала
Одновременно со съёмками телесериала «Беловодье. Тайна затерянной страны» в 2013—2014 годах проходили съёмки полнометражного художественного фильма «Последний хранитель Беловодья», который станет заключительной частью трилогии о приключениях Кирилла Андреева. Производственный бюджет картины составил 185 миллионов рублей. Выход в прокат был ранее запланирован на 2016 год, однако временно отложен из-за банкротства кинокомпании «ИВД Кино» и попыток инвестора фильма, компании «Аристократъ», выкупить права на проект.
3 сентября 2021 года временно управляющим «ИВД Кино» А. В. Сачковым было объявлено о проведении публичных торгов с понижением начальной цены. Так, по окончании каждого интервала (7 дней) цена снижалась на установленный шаг снижения. 13 декабря 2021 года торги были завершены. Еще до завершения торгов 18 ноября временно управляющий «ИВД Кино» А.В. Сачков по решению суда был отстранен от исполнения обязанностей конкурсного управляющего ООО «ИВД Кино», что усугубило ситуацию. Реализация имущества «ИВД Кино»: сериала «Беловодье. Тайна затерянной страны» и фильма «Последний Хранитель Беловодья» была приостановлена. 10 декабря по инициативе конкурсного кредитора ООО КБ «СИНКО-БАНК» было проведено собрание кредиторов ООО «ИВД Кино», где был выбран новый конкурсный управляющий, который и будет заниматься дальнейшей реализацией имущества «ИВД Кино» после того, как официально будет назначен на свою должность — это отнимет драгоценное время и значительно затянет процесс конкурсного производства.
Согласно открытой информации торги 13 декабря не состоялись. Новый управляющий еще официально не назначен. Даже после снижения начальной ставки цена оказалась неразумной, и «Аристократъ» отказались от идеи выкупать права на фильм. Если же в итоге цена станет приемлемой, то, возможно, они рассмотрят данное предложение. На вопрос: «Что будет дальше? Стоит ли вообще ждать выход фильма?» — представитель «Аристократъ» ответил так: «Я бы настраивался на позитивное развитие событий, поскольку сейчас набирает оборот интерес со стороны стриминговых сервисов к российскому кино — возможно каким-то образом будут выкуплены права на фильм в рамках дела о банкротстве».
Премьера заключительной части ожидается в 2025 году.